# Старосільська сільська рада (Сумський район)
Старосільська сільська́ ра́да — колишній орган місцевого самоврядування в Сумському районі Сумської області. Адміністративний центр — село Старе Село.

## Загальні відомості
- Населення ради: 2 338 осіб (станом на 2001 рік)

## Населені пункти
Сільській раді підпорядковані населені пункти:
- с. Старе Село
- с. Барвінкове
- с. Гірне
- с. Вишневе

### Колишні населені пункти
- с. Прудок, 1989 року зняте з обліку

## Склад ради
Рада складається з 16 депутатів та голови.
- Голова ради: Єременко Сергій Васильович
- Секретар ради: Бульченко Оксана Миколаївна

### Керівний склад попередніх скликань
| Прізвище, ім'я, по батькові   | Основні відомості                                                 | Дата обрання | Дата звільнення |
| ----------------------------- | ----------------------------------------------------------------- | ------------ | --------------- |
| Вологдін Дмитро Сергійович    | Сільський голова, 1982 року народження                            | 26.03.2006   | 31.10.2010      |
| Дудченко Володимир Михайлович | Сільський голова, 1948 року народження, освіта вища, безпартійний | 31.10.2010   | 15.08.2012      |
| Єременко Сергій Васильович    | Сільський голова, 1962 року народження, освіта вища, безпартійний | 02.06.2013   | 25.10.2015      |

Примітка: таблиця складена за даними сайту Верховної Ради України